# Davisomycella lacrimiformis
Davisomycella lacrimiformis är en svampart som först beskrevs av Darker, och fick sitt nu gällande namn av Darker 1967. Davisomycella lacrimiformis ingår i släktet Davisomycella och familjen Rhytismataceae.   Inga underarter finns listade i Catalogue of Life.